# 오이시 요시오
오이시 요시오/요시타카(일본어: 大石良雄)는 에도 시대 전기의 무사이다. 하리마 아코번의 최대 가로. 일반적으로 오이시 구라노스케(大石内蔵助)로 불린다. 겐로쿠아코 사건에서 명성을 얻고 이를 소재로 한 인형극, 가부키 『가나데혼 주신구라』(仮名手本忠臣蔵)으로 유명해졌다.

## 같이 보기
- 아코로시